# Saint-Bard
Saint-Bard è un comune francese di 107 abitanti situato nel dipartimento della Creuse nella regione della Nuova Aquitania.

## Società

### Evoluzione demografica
Abitanti censiti